# ヒャッコ
『ヒャッコ』は、カトウハルアキによる日本の漫画、およびそれを原作としたアニメ、ゲームである。以前は主に無料ウェブコミック誌『FlexComixブラッド』（フレックスコミックス）にて連載されていたが、現在は無料ウェブコミック誌『COMIC メテオ』（ジー・モード）にて最新話を掲載中。なお、2013年以降も作品が継続するか否かは明確に明言されていない。
2008年にはテレビ東京系でテレビアニメ版が放送された。

## 概要

### 基本概要
著者による3作品目の連載作品にして、初単行本化・初アニメ化作品。個性豊かなキャラクターが多数登場する、スラップスティック学園コメディである。第2回とらのあなコミック&ノベル大賞・とらのあな部門賞第1位「SPIRIT OF THE TIGER」賞、『オトナファミ』（エンターブレイン）2008年8月号掲載ネクストブレイク漫画ランキング・第2位、などを受賞している。
『月刊少年ブラッド』（モビーダ・エンターテインメント）2006年5月号に代理原稿として掲載された読み切り「ホワイトタイガー」（珈琲名義）は本作の下地となっており、虎子ら中心人物の4人が仲良くなった後の出来事が描かれている。そのため「ヒャッコ」として連載化が決まった際には、この4人の出会いから描いていく事にしたという。なお「ホワイトタイガー」は当初「百虎」（読み：ひゃっこ）というタイトルの予定であったが、担当編集者によってネームに修正が入った際にタイトルと関係の無いストーリーになってしまったため、「百虎」を“びゃっこ（白虎）”と読み変えた上で最終的に「ホワイトタイガー」に落ち着いたという経緯がある。この読み切り版は単行本にこそ収録されていないものの、『ヒャッコ画集 〜カトウハルアキWORKS〜』に収録されている。

### 連載誌の移行と一時中断
当初は『月刊少年ブラッド』（モビーダ・エンターテインメント）の公式サイト『Web★ブラッド』にて、珈琲名義で2006年7月12日より無料配信で連載開始。同年10月26日更新の第3話まで連載された後、『月刊少年ブラッド』の休刊に伴って後継誌である無料ウェブコミック誌『FlexComixブラッド』（フレックスコミックス）へ移籍しカトウハルアキ名義で2007年2月21日より再開した。それからは基本的に隔週ペースで連載していたが、徐々に不定期連載となり2012年3月19日に連載の一時中止が発表され第42話で中断してしまう。その後掲載誌であった『FlexComixブラッド』は2012年9月から10月にかけてジー・モードが運営する無料ウェブコミック誌『COMIC メテオ』に吸収合併されるが、本作はこの時点で移籍タイトル一覧に記載がなく再開時期等は不明である。
しかし、連載の中止発表から約8か月が経った2012年11月7日、ニコニコ静画にて『COMIC メテオ』掲載作品の再配信を行なっている『ニコニコ メテオ』のVOL.1より第1話からの再録連載が開始され、更に同年12月19日には『COMIC メテオ』にて約1年ぶりの完全新作となる第43話の配信が行なわれた（特別掲載作品となっているため次回配信日は不明である）。単行本も2013年1月12日に新刊としては約2年ぶりに発売された。なお作者であるカトウハルアキは2012年より真田ジューイチとペンネームを変更した上で現在『COMIC メテオ』にて別作品を連載中であるが、「ヒャッコ」に関しては2013年現在も以前と変わらずカトウハルアキ名義で展開されている。

## あらすじ
九州にある小中高一貫校の私立「上園学園」。入学早々にして衝撃的な出会いを果たした上下山虎子（かげやま とらこ）ら高等部1年の4人の女子を中心となって、個性的なクラスメイトを交えた破天荒な学園生活がコメディチックに描かれていく。

## 登場人物

### 主要人物
上下山 虎子（かげやま とらこ）
声 - 折笠富美子
高等部1年6組の女子生徒。ブレザーは着用せず、黒いワイシャツにネクタイ。左耳にイヤーカフス有り。よく男勝りな言葉遣いになることもある。入学早々、数日間学校を欠席。登校初日に歩巳らと出会う。屈託がなく社交的であるが、勢いで行動するところがあり、思い立つと他人の都合を意に介する様子もなく事を進める。校内で迷子になった際、雀と共に校舎の2階から飛び降りて進んだりもしている。物理的な意味でも前進がモットーであり、カギがかかっていたドアをレンガで壊そうとした（なお、そのレンガは誤って投げてしまい窓ガラスに直撃した）。何もかも適当に決めることもあり、野球部の仮入部の際ルールを勝手に改造していた。龍姫に対し一方的に（やや嫌がらせ的に）好意を向ける。子々（の性癖）に対し苦手意識あり。家庭に不満があるらしく、高校に入るまでは度々家出をしていた。欠席中にクラスの風紀委員に決められていた。母親は幼いころに病気で亡くしている。異母兄と異母姉が同じ学園に在籍しており、共に頭が上がらず、特に異母兄の狐に対しては弱腰で、よく嫌がらせをされていることが多い。テストでは一度の勉強で平均的に高得点を取ることが出来るが、忘れてしまうのも早い。小食である。かなり音痴。勢いよくラケットでボールを打つ「グレートタイガースマッシュ」という技を考えるなど、かなり技のネーミングセンスはある。
身長164cm。スリーサイズは上から81、55、82。
早乙女 雀（さおとめ すずめ）
声 - 落合祐里香
高等部1年6組の女子生徒。正規の制服（ノータイ、袖無しニット）着用。虎子とよく行動を共にする。虎子からは「スズ」と呼ばれている。虎子とは高校に入る前からの友人で、虎子が家出をする度に付き合っていた。怪力、大食、無口で性格は天然系。狐に食べ物で釣られて騙されるほど食べ物に弱く、また学食という言葉でテンションが上がることが多い。Y字バランスすら軽々と出来たり、バスケットボールを回したりできるほど身体能力は高いが、カナヅチの為、水泳が唯一の弱点。また、体育の授業では規定外の体操着を着用し、この姿で登校したこともある。成績は低空飛行気味だが、補習は免れている模様。虎子と同様、欠席中にクラスの緑化委員に決められた。「大人パンツ」に憧れており、龍姫の家で下着を見回していたこともある。今でもサンタクロースの存在を信じている。徹夜が得意で、午前4時までテレビを見ていることもある。幼少時代に双子の弟・つばめを亡くした。祈のことは苦手な様子。
身長163cm。
伊井塚 龍姫（いいづか たつき）
声 - 根谷美智子
高等部1年6組の女子生徒。正規の制服（ネクタイ、ブレザー）着用で、足元はブーツ。大手の電気メーカー「エレクトラ（E-lectora）」の社長令嬢で、ベタなお嬢様口調で喋る。負けず嫌いで、意外と手が出るのが早い（主な相手は虎子）。上園学園には初等部から通っているが、その広大な敷地ではいまだに迷う。両親は仕事で東京におり、会うことが少なく、家政婦と2人暮らし。虎子いわく「家も別段バカデカくない」が、垣根や門のある家で、それなりに広い。「何か?」が口癖。利き腕は左利きである。キレるとかなり凶暴になり、野球部の仮入部の際虎子が誤ってボールを龍姫の尻に当ててしまった際、泣きながら虎子につっかかった。虎子と雀と歩巳の3人からはスルーされることも多い。よくいじられるキャラであり、許可なしに虎子たちに家に入られたこともある。歩巳とは話が合うことが多く、仲が悪いわけではない。
身長167cm。
能乃村 歩巳（ののむら あゆみ）
声 - 平野綾
高等部1年6組の女子生徒。正規の制服（リボンタイ、ブレザー）、黒ストッキング着用。引っ込み思案な性格で、事あるときに不安になることが多い。可愛らしい容姿に加え胸も大きく、男子に人気である（独楽いわく、写真の「人気株」の1人）。当初は学校で迷子になったこともあった。また、龍姫からは「ノロ村」と名前を間違われたこともある。龍姫曰く「天然記念物のような方」。人見知りする性格からか中学時代は中々友達ができなかったらしく、高校に入って成り行きで友達となった虎子に感謝している。友達や同級生らに対してもつい敬語で喋るクセがあるが、とある経緯から冬馬とはタメ口。子々や狐にスカートを捲られたり雀に胸を揉まれたりといった被害によく遭う人で、さらには獅子丸に（虎子と間違われて）告白されたこともある。作中の微エロ担当ともいえるキャラ。独楽からは「ユミッペ」と呼ばれている。
クラスでは保健委員。ハスキーかシェパードと思われる犬を飼っており、名前は「カラテ」。
身長156cm。スリーサイズは上から90、56、85。

### クラスメイト
杏藤 子々（あんどう ねね）
声 - 藤田昌代
高等部1年6組の女子生徒でクラス委員長。制服の下に常に黒い私服を着ている（冬服の場合はブレザーの下に黒いファー、赤いタイツ着用。夏服の場合は薄手の黒いレース系のシャツ）。生徒会長の座を目指しており、細かな点数稼ぎも怠らない。主に女子生徒に対するセクハラ的な言動や偏愛行動が目立ち、それ故に周囲にズーレーと疑われた際には「私はバイだよ!」と宣言（実際は女性への偏愛行為が圧倒的に多い）。よく似た性格の兄がいる。
アニメでは出番が増えており、その偏愛行動に拍車がかかっている。
幕之内 潮（まくのうち うしお）
声 - 甲斐田裕子
高等部1年6組の女子生徒。ブレザーを着用しておらず、ワイシャツの下にTシャツ、スカートの下にスパッツを着用。見た目はヤンキーだが、本人は否定している（最近はもう開き直ってヤンキーを自称することもある）。そのため、虎子にナイフ（アニメでは「アレ」）を持っていると思われたり、子々からはバイクに乗り回したり金属バットを持って暴れていると思われたりもしていた。プリンと猫が好き。カラオケは音痴である。いきなり虎子が押しかけて泊まりに来ても断らないことから、実は押しに弱く、面倒見もいい様子。ゲーム好き。酒屋の娘で兄がいる。主にツッコミ役。勉強はあまり得意ではなく、湊兎や子々と補修を受けている。
古囃 独楽（こばやし こま）
声 - 五十嵐浩子
高等部1年6組の女子生徒。ブレザーの下は柄シャツ、スカートの下に膝丈のジャージ着用（夏服の場合ジャージは無し）。アクセサリー類を沢山付けるのを好む。常に携帯しているデジタルカメラで生徒の写真を撮り、それを売って小遣い稼ぎをしている。歩巳のようにクラスで人気のある生徒の写真を撮りまくることが多い。かなりの笑い上戸で、なぜか微妙に関西弁。とても面白いことが大好きなため、虎子とは意気投合することが多い。虎子は「トラリン」、雀は「スズッチ」、歩巳は「ユミッペ」と呼んでいる。歳の離れた弟と2人の妹がいる。
涼ヶ崎 知恵（すずがさき ちえ）
声 - 堀江由衣
高等部1年6組の女子生徒。正規の制服（リボンタイ、ブレザー）、アンダーリムの丸眼鏡着用にお下げ。ロボットを作るのが趣味で、ロボット研究部に所属している。たまにロボットを作っているときに高笑いをすることもある。虎子の身代わりの「メカ虎子」を作り、それを出席させたこともあるが叶一狼に破壊された。同時に数学同好会にもたまに参加している。龍姫の父が経営する会社「エレクトラ」に憧れており、将来は就職も夢見ている。
蕾家 祈（つぼみや いのり）
声 - 佐藤聡美
高等部1年6組の女子生徒。ブレザーの下にハイネックの黒シャツ、スカートは私服。実はかなりの美少女なのだが、極度のあがり症な上、自分でメイクやお洒落ができず、長い髪に目元を覆い隠す前髪など貞子を連想する外見をしていた結果、友達いない歴15年だった。虎子に憧れ話しかけるも、最初は怖がられていた。しかし次第に話が合って仲良くなりケータイの番号を教えてもらった。後に虎子から友達をつくるためのアドバイスをしてもらい、友達もたくさんできた。家族は父、母、「いおり」という双子の妹がいる。
大場 湊兎（おおば みなと）
声 - 中世明日香
高等部1年6組の女子生徒。正規の制服（ノータイ開襟、ブレザー）着用。褐色の肌とブロンドの髪、長身で巨乳といった大人っぽい外見とは裏腹に、泣き虫で子供っぽい性格。恩を受けた相手には付きまとって全力で恩返しをするという困った性質を持っている。百円玉を自動販売機の下に落としたところを虎子に助けてもらってからは虎子のことを慕うようになった。また、潮にも駅の切符が買えないところを助けてもらっているため慕っている。全力で恩返しをしようとしているところを、虎子から遠ざける方法を考えられたこともある。母親がブラジル人のハーフ。
身長175cm。
風茉莉 冬馬（かざまつり とうま）
声 - 桑島法子
高等部1年6組の女子生徒。正規の制服（リボンタイ、ベスト）、ハーフリム眼鏡着用。喧騒を嫌う読書家。真面目だが口は悪い。体験入学で虎子に魅せられた事がきっかけで上園に入学したが、直後に幻滅したこともあり、今は良き喧嘩友達といったところである。また、虎子とは席も隣同士である。姉がいる。ハーフリム眼鏡を外して着飾ると、歩巳達でも分からないくらいの別人になる。可愛いぬいぐるみを集めるのが趣味。普段は屋上か図書館に入り浸っている。
弐街道 火継（にかいどう ひつぎ）
声 - 小川真奈
高等部1年6組の女子生徒。正規の制服（リボンタイ）にサスペンダー着用。能力に見合った環境をという学校の方針により、初等部から飛び級で編入してきた11歳の少女。数学が得意だが、記憶メインの教科は苦手。一人称は「ボク」。高等部で最初に出会った虎子に懐いている。両親が共働きの為か、おそらくお婆ちゃん子。大河のあみだくじにより、1年6組に決定した。

### 同学年
江戸 熊彦（えど くまひこ）
高等部1年2組の男子生徒。白のシャツに黒いジャージを羽織っている。髪を逆立てて脱色している上に目つきも鋭いため、周囲からは「怖い人」という認識をされやすい。
女子が苦手らしく、上手く会話することができない。虎子とは家が近所の幼馴染である（その為、雀、狐、鬼百合も彼のことを知っている）。虎子とは互いを異性として意識していない様子。上園四天王の1人。
身長189cm。

### 上級生
戦国 獅々丸（せんごく ししまる）
声 - 高橋研二
高等部2年の男子生徒。正規の制服（ノータイ、袖有ニット）着用。2階の窓から飛び降りた虎子の勇姿に一目惚れした少年。本人曰く「マイエンジェル」。思い込んだら止まらない性格。
虎子のセクシーな写真を見ただけで鼻血を出すという、今時珍しい純情な部分もある。剣道部の主将で、上園四天王の1人。
京極 柳（きょうごく やなぎ）
声 - 髙坂篤志
高等部2年の男子生徒。獅々丸の友人。正規の制服（ネクタイ、ブレザー）、セルフレーム眼鏡着用。とても丁寧な言葉遣いで話すが、激怒するとかなり口調が変わる。
お金が大好きで、独楽と共に生徒の写真を売って小遣い稼ぎをしている。自称「写真屋（フォトショップ）」。また、写真を売って小遣い稼ぎをすることを本人は「人類の文化」と呼んでいることもある。
上下山 狐（かげやま きつね）
声 - 市来光弘
高等部2年の男子生徒。虎子の異母兄。正規の制服（ノータイ、シャツの下にTシャツ）着用。左耳に安全ピンのピアス、腰にチェーンウォレット。
ドSな性格で、異母妹・虎子をからかうのが趣味。よくお菓子をあげているからか、異母妹の親友である雀に懐かれている。異母妹からは「人を騙す狐」と呼ばれているが、本人もそれを自称している。
基本的にものぐさだが、自身が楽しい事に関しての行動はとてもアクティブ。下ネタもよく使う。好きな教科は現代国語。
上下山 鬼百合（かげやま おにゆり）
声 - 笠原弘子
高等部3年の女子生徒。虎子の異母姉。生徒会長。正規の制服（ネクタイ、ベスト）、ニーソックス着用。左耳に百合をかたどったイヤリング。
頭脳明晰、容姿端麗、公明正大、武芸達者と生徒会長に相応しい人物。異母妹・虎子に対して過保護すぎるあまり、説教魔になる。
身長171cm。
室町 麒麟（むろまち きりん）
高等部2年の女子生徒。空手部所属。廃部寸前だった空手部を支援して廃部にさせなかった鬼百合に感激して、次期生徒会長選挙に立候補する。空手の実力はかなり高く、上園四天王の1人。
奈良 鷹也（なら たかや）
高等部2年の男子生徒。次期生徒会長選挙における麒麟の対立候補。色々と妨害工作を仕掛けてくる。ボクシング部のエースで、上園四天王の1人。
報復や乱闘など、頼まれればどんな荒事も見返りなしで引き受けており、そのことは生徒の間では有名らしい。寺田雛江（てらだ ひなえ）という幼馴染がいる。
四方 小鳩（しほう こばと）
声 - 山本彩乃
ゲーム版に登場。高等部2年の女子生徒。新聞部部長。新聞部部長ということもあり、情報には敏感。
もちろん様々な学園の噂も知っており、彼女に聞けば欲しい情報は大体揃うかも。ただし、その信憑性には「?」がつくという評価もある。
虎子とはあまりウマが合わないようである。

### 教師
傘 叶一狼（あまがさ きょういちろう）
声 - 藤原啓治
虎子達のいる高等部1年6組の担任の男性教師。28歳。だらしない着こなしに無精髭を生やし、校内で堂々と喫煙をするなど、どちらかといえば不良教師。上園学園のOB。元・上園四天王“剣狼”。
シニカルに構えているが、場の雰囲気に流されやすいところがあり、ノリやすい性格をしている。説教の時間が長く、長く話すところはアニメ版ではクイックモードで再生されている。よく災難に会うことが多く、虎子に携帯電話を貸しては誤って壊されたこともある。
生徒に対しての面倒見は良く、上記の性格もあってか生徒一同からは割と慕われている。
身長178cm。
西園 大河（にしぞの たいが）
声 - 茶風林
上園学園の学園長。逆光で顔は確認できないが、口髭を蓄えた初老男性と思われる。
あみだくじで担任を決めたりと、大雑把な結果オーライ主義者。
文槻 地雨（ふみづき ちさめ）
古文の男性教師。体育祭で叶一狼とチームを組んだ。

### その他
小野 トシ子（おの トシこ）
声 - 寺瀬今日子
伊井塚家に勤める51歳の家政婦の中年の女性。多忙でほとんど家にいない龍姫の両親代わり。
龍姫の身の回りの世話をしており、龍姫にとっては育ての親のような存在。
八木 ユキ（やぎ ユキ）
声 - 後藤夕貴
火継が初等部に在籍していた頃の同級生の女子児童。達観したフリをしている。
時多 木の実（ときた このみ）
中学時代の歩巳の親友の少女。別の高校へ進学した歩巳のことを心配していた。
現在はバレー部の活動に勤しんでいる。

### 名前の由来
登場人物の名前はそれぞれ動物をモチーフにしている。メインの4人は四神、クラスメイトは干支、虎子の家族は虎に関するものとなっている。
- 上下山 虎子 - 干支は寅。四神は白虎。名字は白虎の司る方角、西（west）の「うえ」から。
- 早乙女 雀 - 干支は酉。四神は朱雀。名字は朱雀の司る方角、南（south）の「さ」から。
- 伊井塚 龍姫 - 干支は辰。四神は青龍。名字は青龍の司る方角、東（east）の「い」から。
- 能乃村 歩巳 - 干支は巳。四神は玄武。名字は玄武の司る方角、北（north）の「の」から。玄武は蛇と亀が融合した姿で描かれている。
- 杏藤 子々 - 干支は子。名前に漢字。
- 幕之内 潮 - 干支は丑。「うし」お。
- 古囃 独楽 - 干支は戌。「狛犬（こまいぬ）」より。
- 涼ヶ崎 知恵 - 干支は申。「猿知恵」より。
- 蕾家 祈 - 干支は亥。「猪（いのしし）」の「いの」より。
- 大場 湊兎 - 干支は卯。名前に漢字。
- 風茉莉 冬馬 - 干支は午。名前に漢字。
- 弐街道 火継 - 干支は未。「羊（ひつじ）」の「ひつ」と語感より。
- 傘 叶一狼 - 名前に漢字。
- 江戸 熊彦 - 名前に漢字。
- 戦国 獅々丸 - ライオン。名前に漢字。
- 京極 柳 - 「猫柳」より。
- 上下山 狐 - 「虎の威を借る狐」より。名前に漢字。
- 上下山 鬼百合 - 「鬼百合」は英語で「Tiger lily」。鬼は丑寅の方角でもある。
- 室町 麒麟 - キリン。名前に漢字。
- 奈良 鷹也 - 名前に漢字。
- 四方 小鳩 - 名前に漢字。
- 西園 大河 - 「虎」は英語で「Tiger」。
- 文槻 地雨 - サメ。
- 小野 トシ子 - タツノオトシゴ。龍姫の家政婦ということから、「タツノオトシゴ」→「龍、小野トシ子」とアナグラム。
- 八木 ユキ - ヤギ。

## 書誌情報

### 旧版
- カトウハルアキ 『ヒャッコ』発行：フレックスコミックス / 発売：ソフトバンククリエイティブ 〈Flex Comix〉、全6巻
  1. 2007年5月25日初版第1刷発行（5月11日発売）、ISBN 978-4-7973-4224-6
  2. 2007年11月25日初版第1刷発行（11月12日発売）、ISBN 978-4-7973-4546-9
  3. 2008年4月25日初版第1刷発行（4月12日発売）、ISBN 978-4-7973-4754-8
  4. 2008年10月20日初版第1刷発行（10月10日発売）[注 5]、ISBN 978-4-7973-5002-9（通常版） / ISBN 978-4-7973-5003-6（限定版）
  5. 2009年10月20日初版第1刷発行（10月12日発売）、ISBN 978-4-7973-5673-1（通常版） / ISBN 978-4-7973-5700-4（限定版[注 6]）
  6. 2011年2月20日初版第1刷発行（2月11日発売）、ISBN 978-4-7973-6002-8

限定版
第4巻：通常版とのカバー違いの他に、アニメ化を記念したドラマCDが付属（テレビアニメ版と同声優）。
第5巻：通常版とのカバー違いの他に、OVA「ヒャッコエクストラ」を収録したDVDが付属。アニメイト、とらのあな、Amazon限定発売。

### 新装版
2012年2月1日以降にフレックスコミックスより発行される全ての書籍の発売元がソフトバンククリエイティブから変更されたため、重版的な意味合いで再出版された新装版。そのため本自体は奥付と出版社表記及びISBNコード以外に変更は無く、続巻が出版される場合はこちらから発行される。
- カトウハルアキ 『ヒャッコ』発行：フレックスコミックス / 発売：ほるぷ出版 〈Flex Comix〉、既刊7巻
  1. 2012年2月1日初版第1刷発行（同日発売）、ISBN 978-4-593-85606-0
  2. 2012年2月1日初版第1刷発行（同日発売）、ISBN 978-4-593-85607-7
  3. 2012年2月1日初版第1刷発行（同日発売）、ISBN 978-4-593-85608-4
  4. 2012年2月1日初版第1刷発行（同日発売）、ISBN 978-4-593-85609-1（通常版） / ISBN 978-4-593-85610-7（限定版[注 7]）
  5. 2012年2月1日初版第1刷発行（同日発売）、ISBN 978-4-593-85611-4（通常版） / ISBN 978-4-593-85612-1（限定版[注 7]）
  6. 2012年2月1日初版第1刷発行（同日発売）、ISBN 978-4-593-85613-8
  7. 2013年1月20日初版第1刷発行（1月12日発売）、ISBN 978-4-593-85676-3

### 公式アンソロジー
- 原作：カトウハルアキ 『ヒャッコアンソロジー』発行：フレックスコミックス / 発売：ほるぷ出版 〈Flex Comix〉 2013年1月20日初版第1刷発行（1月12日発売）、全1巻 ISBN 978-4-593-85677-0
  - 表紙：藤原里
  - イラスト：山崎毅宜、柏原麻実
  - 漫画：TOBI、平尾アウリ、野中友、村崎久都、まるキ堂、美月めいあ、椿春雨、さき千鈴、水上カオリ、雅丸、さとうたかのり、大崎スパナ、ぴかち

### 画集
- 『ヒャッコ画集 〜カトウハルアキWORKS〜』、発行：フレックスコミックス 発売：ソフトバンククリエイティブ 2008年11月10日初版第1刷発行（10月31日発売）、ISBN 978-4-7973-5076-0

## 余談
- 著者であるカトウハルアキがイラストを投稿していた『ファンロード』（大都社）に掲載された作品の中に、本作の前身となったイラストが存在する[12][3]。このイラストはファンタジー要素の強いものであるが、前身という事で『ヒャッコ画集 〜カトウハルアキWORKS〜』にも収録されている。
- 後に名前つきで登場する新キャラクターが、それ以前の話にモブとして描かれている。柳、狐、独楽、潮は4話、知恵は5話、冬馬は9話、祈と湊兎は10話より登場している。また現在名前がついていないが、複数話に渡って登場しているクラスメイトも数名いる。
- 原作及びアニメでは物語の中で「犬のしっぽ」という曲が登場しており、虎子・雀・叶一狼たちが口ずさんでいる点から、かなり有名であると考えられる。

## テレビアニメ
2008年3月27日から30日にかけて開催された東京国際アニメフェア2008にてアニメ化が発表され、同年10月から12月までテレビ東京ほかにて放送された。全13話（12話と13話は1時間スペシャルとして、まとめて放送されている）。
ウェブコミックを中心に掲載するウェブサイト（所謂ウェブコミック誌）にて配信された漫画作品としては日本初のアニメ化作品である。

### スタッフ
- 原作 - カトウハルアキ
- 監督 - 福田道生
- 構成・脚本 - 富沢義彦
- キャラクターデザイン - 太田恵子
- 総作画監督 - 太田恵子、石川哲也
- コンセプト - コーイチ
- 色彩設計 - 浅野有美
- 美術 - スタジオ美峰
- 美術監督 - 加藤恵
- 撮影監督 - 森下成一、大井勝利
- 音響監督 - 早瀬博雪
- 編集 - 渡邉智子
- 音楽 - 湯浅公一、高梨康治、水谷広実、藤澤健至
- 音楽プロデューサー - つんく♂
- エグゼクティブプロデューサー - 高倉誠司
- プロデューサー - 中村章子、新田達弘、川村仁、壹岐昌五
- アニメーションプロデューサー - 三好正彦
- アニメーション制作 - 日本アニメーション
- 製作 - ヒャッコ製作委員会

### 主題歌
オープニングテーマ「スッピンロック」
作詞・作曲 - つんく / 編曲 - 山崎淳 / 歌 - 小川真奈
2008年11月19日発売
エンディングテーマ「涙 NAMIDA ナミダ」
作詞・作曲 - つんく / 編曲 - 平田祥一郎 / 歌 - 平野綾
2008年10月8日発売

### 各話リスト
| 話数 | サブタイトル                             | 絵コンテ | 演出       | 作画監督            |
| ---- | ---------------------------------------- | -------- | ---------- | ------------------- |
| 1    | 1コメ 虎子相まみえる                     | 福田道生 | 福田道生   | 石川哲也            |
| 2    | 2コメ 虎穴に入らずんば虎子を得ず         | 福田道生 | 安藤健     | 小菅洋              |
| 3    | 4コメ 前門の虎 校門も虎                  | 福田道生 | 上坪亮樹   | 野崎麗子            |
| 3    | 9コメ 張子の虎                           | 福田道生 | 上坪亮樹   | 野崎麗子            |
| 4    | 3コメ 牛飲馬食虎食                       | 福田道生 | 斉藤啓也   | 藤原潤              |
| 4    | 6コメ 虎は虎連れ                         | 福田道生 | 斉藤啓也   | 藤原潤              |
| 5    | 7コメ 合縁虎縁                           | 福田道生 | 鈴木健太郎 | 奥田陽介            |
| 5    | 5コメ 人には沿うてみよ、虎とは闘ってみよ | 福田道生 | 鈴木健太郎 | 奥田陽介            |
| 6    | 10コメ 向こう三軒両側に虎                | 福田道生 | 高柳佳幸   | 黒柳トシマサ        |
| 7    | 16コメ 狐虎で会ったが百年目              | 福田道生 | 安藤健     | 岡村正弘 小菅洋     |
| 7    | 17コメ 虎の怒りを買う狐                  | 福田道生 | 安藤健     | 岡村正弘 小菅洋     |
| 8    | 11コメ 虎に立つ矢                        | 福田道生 | 上原秀明   | 野崎麗子            |
| 8    | 12コメ 虎を描いて猫に類する              | 福田道生 | 上原秀明   | 野崎麗子            |
| 9    | 13コメ 情けは虎の為ならず                | 福田道生 | 川西泰二   | 吉田肇 中島渚       |
| 9    | 20コメ 雀よ、さらば与えられん            | 福田道生 | 川西泰二   | 吉田肇 中島渚       |
| 10   | 15コメ 虎に翼                            | 福田道生 | 安藤健     | 松岡謙治 小山知洋   |
| 11   | 14コメ 虎口を逃れる                      | 上坪亮樹 | 上坪亮樹   | 窪敏                |
| 12   | 18コメ 一姫二太郎三虎子                  | 宮尾佳和 | 上原秀明   | 加藤恵子 佐久間康子 |
| 12   | 19コメ 虎子故に迷う鬼心                  | 宮尾佳和 | 上原秀明   | 加藤恵子 佐久間康子 |
| 13   | 四人虎を為す                             | 福田道生 | 安藤健     | 福田道生            |

### 放送局
| 放送地域   | 放送局     | 放送期間                      | 放送日時           | 放送系列       | 備考             |
| ---------- | ---------- | ----------------------------- | ------------------ | -------------- | ---------------- |
| 関東広域圏 | テレビ東京 | 2008年10月1日 - 12月24日      | 水曜 26:35 - 27:05 | テレビ東京系列 |                  |
| 大阪府     | テレビ大阪 | 2008年10月4日 - 12月27日      | 土曜 26:40 - 27:10 | テレビ東京系列 |                  |
| 愛知県     | テレビ愛知 | 2008年10月7日 - 12月30日      | 火曜 27:28 - 27:58 | テレビ東京系列 |                  |
| 日本全域   | AT-X       | 2008年12月4日 - 2009年2月26日 | 木曜 13:30 - 14:00 | CS放送         | リピート放送あり |

| テレビ東京 水曜26:35枠                  | テレビ東京 水曜26:35枠                      | テレビ東京 水曜26:35枠                                       |
| 前番組                                  | 番組名                                      | 次番組                                                       |
| --------------------------------------- | ------------------------------------------- | ------------------------------------------------------------ |
| モノ魂 （2008年4月2日 - 2008年9月24日） | ヒャッコ （2008年10月1日 - 2008年12月24日） | エリートヤンキー三郎 再放送 （2009年1月7日 - 2009年3月25日） |

### DVD
メディアファクトリーより発売。
1. ZMBZ-4451 2009年1月23日
2. ZMBZ-4452 2009年2月25日
3. ZMBZ-4453 2009年3月25日
4. ZMBZ-4454 2009年4月24日
5. ZMBZ-4455 2009年5月22日
6. ZMBZ-4456 2009年6月25日

## OVA
『ヒャッコエクストラ』は、2009年10月8日にとらのあな、アニメイト、Amazonのみで販売された単行本第5巻限定版の同梱DVDに収録されたオリジナルエピソードである。約10分。Webラジオ『ヒャッコ とらのこラジオ』第1 - 6回+録り下ろし「ヒャッコ とらのこラジオ出張版」を含めた7回分も収録。

### スタッフ（OVA）
メインスタッフはテレビアニメと同様。
- 脚本 - 富沢義彦
- 監督・絵コンテ・演出・キャラクターデザイン・原画 - 福田道生

### 声の出演
- 上下山虎子 - 折笠富美子
- 風茉莉冬馬 - 桑島法子
- ウェイトレス - 五十嵐浩子
- ラジオDJ・バッキー - 松村幸洋
- ゲスト・チーちゃん - 中世明日香

### 主題歌（OVA）
エンディングテーマ「学園生活」
作詞・作曲 - つんく / 編曲 - 大久保薫 / 歌 - 小川真奈、折笠富美子

## インターネットラジオ
テレビアニメに関連したインターネットラジオ『ヒャッコ とらのこラジオ』が、2008年11月5日から2009年1月28日にかけてアニメイトTV及びメディファクラジオにて全6回配信された。メディファクラジオでは全6回を現在でも無料で聴取可能である。また前述の通り、単行本第5巻限定版付属のDVDに全6回と録り下ろし番外編が収録されている。

### パーソナリティ
- 藤原啓治（傘叶一狼役）

### ゲスト
- 第1回 折笠富美子（上下山虎子役）
- 第2回 根谷美智子（伊井塚龍姫役）
- 第3回 落合祐里香（早乙女雀役）
- 第4回 小川真奈（弐街道火継役）、後藤夕貴（八木ユキ役）
- 第5回 藤田昌代（杏藤子々役）、五十嵐浩子（古囃独楽役）、佐藤聡美（蕾家祈役）、中世明日香（大場湊兎役）
- 第6回 平野綾（能乃村歩巳役）、山本彩乃（四方小鳩役）、甲斐田裕子（幕之内潮役・コメントのみ）、堀江由衣（涼ヶ崎知恵役・手紙のみ）

### コーナー
- ふつおた
- 1年6組 個人面談!
- ヒャッコ チャレンジ

## ゲーム
5pb.GamesからPlayStation 2ソフトとして通常版と限定版の2種類が発売。
『ヒャッコ よろずや事件簿!』
発売日：2009年4月9日

### 主題歌（ゲーム）
オープニング「幸せの形」 - 2009年1月7日発売
作詞・作曲 - つんく / 編曲 - 江上浩太郎 / 歌 - THE ポッシボー
エンディングテーマ「学園生活 虎子バージョン」
作詞・作曲 - つんく / 編曲 - 大久保薫 / 歌 - 上下山虎子（折笠富美子）